# 沙莱 (多尔多涅省)
沙莱（法語：Chalais，法語發音：[ʃalɛ]）是法国多尔多涅省的一个市镇，位于该省北部偏东，属于农特龙区。

## 地理
沙莱（45°30'29"N, 0°55'39"E）面积18.81 平方千米，位于法国新阿基坦大区多爾多涅省，该省份为法国西南部内陆省份，是法國本土面积第三大的省，大致对应佩里戈尔地区，北起顺时针与夏朗德省、上维埃纳省、科雷兹省、洛特省、洛特-加龙省、吉倫特省和滨海夏朗德省接壤。
与沙莱接壤的市镇（或旧市镇、城区）包括：拉科基耶、米亚莱、圣若里德沙莱、圣保罗拉罗什。
沙莱的时区为UTC+01:00、UTC+02:00（夏令时）。

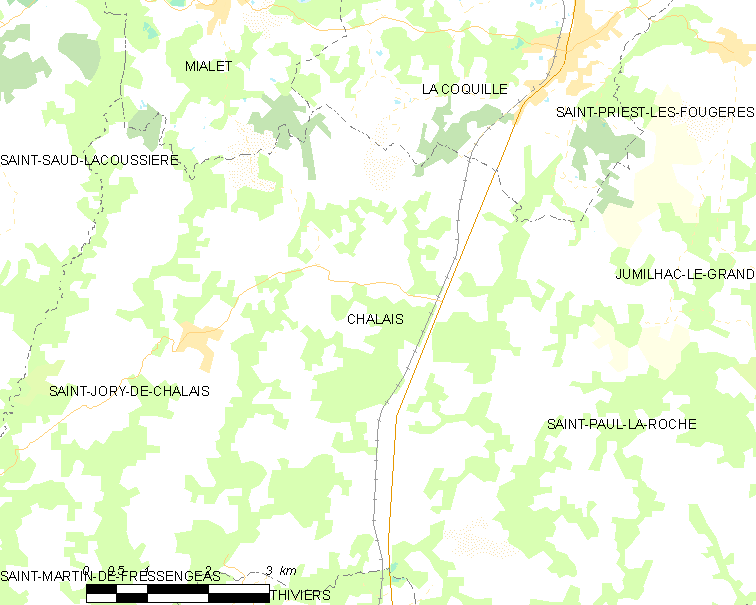
沙莱的OSM定位图

## 行政
沙莱的邮政编码为24800，INSEE市镇编码为24095。

## 政治
沙莱所属的省级选区为蒂维耶县。

## 交通
法国国道N21线和多尔多涅省省道D98线在境内交汇。

## 人口

1962-2008年间沙莱人口变化图示

沙莱于2022年1月1日时的人口数量为404人。